# Prionostemma meridionale
Prionostemma meridionale is een hooiwagen uit de familie Sclerosomatidae.